# Локомотив (стадіон, Полтава)
«Локомотив» — стадіон у Полтаві. Вміщує 3700 глядачів.

## Історія

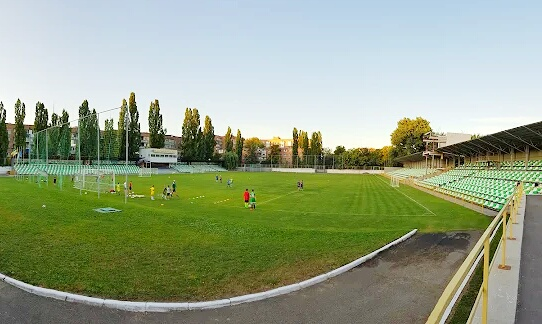
Загальний вигляд

Стадіон «Локомотив» був побудований в Полтаві на Подолі в 1937 році. Під час Другої світової війни був повністю зруйнований. Відбудований заново в 1949 році.
2008 року стадіон був повністю реконструйований: встановлено 2500 індивідуальних пластикових крісел, введена в експлуатацію VIP-трибуна для почесних гостей. Реконструкцію профінансував президент клубу Леонід Соболєв. В 2015 році відбулася реконструкція стадіону, по закінченню якої кількість сидінь збільшилася до 3700.

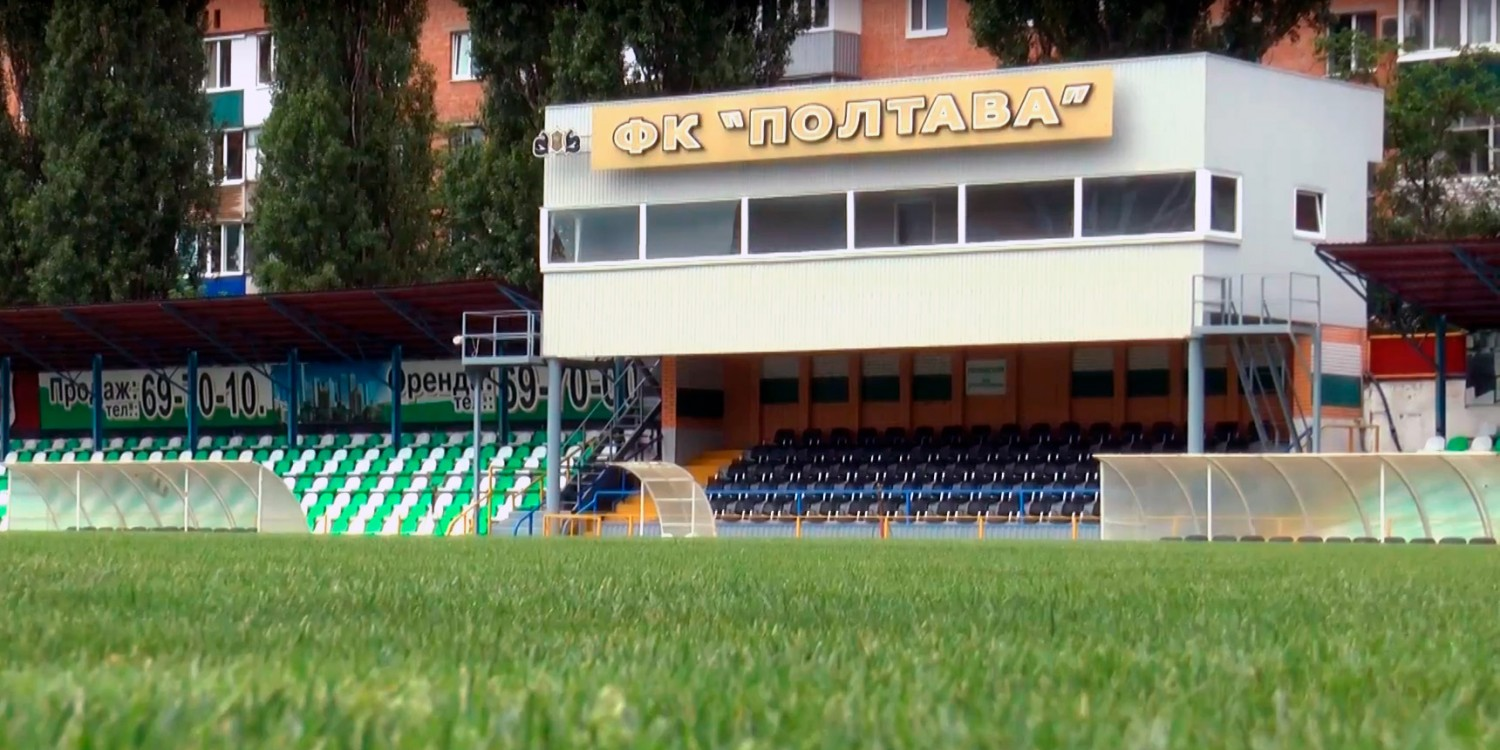